# Social King
Social King è stato un programma televisivo italiano andato in onda su Rai 2 tra il 2011 e il 2012.
Era un game show che ruotava intorno al mondo dei social network e permetteva ai telespettatori di interagire con la trasmissione tramite la pagina Facebook ad essa dedicata; i concorrenti di ogni episodio, chiamati W.I.P (Web Important Person), dovevano rispondere ad alcune domande su video e curiosità dal web.
Realizzato presso il Centro Produzione Rai di Torino, il programma andava in onda la domenica mattina alle ore 9:30.

## Edizioni

### Prima
La prima edizione è iniziata il 12 febbraio e si è conclusa il 3 luglio 2011 per un totale di trenta episodi; la conduzione è stata affidata a Livio Beshir e Metis Di Meo, con la partecipazione di Giovanni Caccamo e Carlotta Castagneris.
Ogni episodio ha visto affrontarsi sei concorrenti, scelti tra coloro che avevano acquisito popolarità sul web in quel periodo, in varie prove legate al mondo di internet; il punteggio ottenuto durante le prove, unitamente ai voti raccolti dai telespettatori, decretavano il vincitore di ogni turno fino ad arrivare alla finale.
La prima edizione ha visto la vittoria finale di Daniele Selvitella.

### Seconda
La seconda edizione è iniziata il 17 ottobre 2011 e si è conclusa l'8 marzo 2012 per un totale di trenta episodi; la conduzione è stata affidata a Ruggero Pasquarelli.
I concorrenti iniziali sono stati gli stessi dell'edizione precedente, ma erano i telespettatori a confermarne la presenza esprimendo la propria preferenza sulle esibizioni e le eventuali sfide esterne.
La seconda da edizione ha visto la vittoria finale di Valentina Colonna.